# あここ。
あここ。（7月16日 - ）は、 日本の漫画家。女性。同人サークル「ぴょんぴょろりん」としても活動している。

## 特徴
『COMICポプリクラブ』誌でデビュー。きっかけは、同人活動中に、ポプリの担当から声をかけて貰ったことだという。
絵をかくきっかけは『美少女戦士セーラームーン』であったが、少女漫画誌に投稿しているうちに、自分の描きたい女性が、男性向けであることに気づいたとのこと。影響を受けた漫画家は武内直子、CLAMP、杉崎ゆきる、高河ゆん、渡瀬悠宇など。イラスト面ではCARNELIAN、みつみ美里、甘露樹、橋本タカシ、涼香、宮下未紀など。パーツの柔らかさや服、小物の質感に注意し、ストーリーの流れや盛り上がり、スピード感に留意しているとのこと。けなげで素直で柔らかい雰囲気の女性が好みだという。
少女漫画風のかわいらしい美麗な絵柄とふんわかした雰囲気が特徴。基本は純愛物。

## 作品リスト

### 単行本
- 『あまらぶCHU♥』 2012年5月24日発売[4]、マックス〈ポプリコミックス〉、ISBN 978-4-86379-069-8
  - 夏★しよ! （コミックPフラート VOL.13〈COMICポプリクラブ2011年10月号増刊〉）
  - だいすき♥なんだもんっ! （COMICポプリクラブ 2008年7月号）
  - 秘密のお薬できちゃいました★ （COMICポプリクラブ 2008年10月号）
  - あいして♥まいぶらざー （COMICポプリクラブ 2009年2月号）
  - NA★MA★I★KI! （COMICポプリクラブ 2009年8月号）
  - 先生!教えて♥ （コミックPフラート VOL.9〈COMICポプリクラブ2010年2月号増刊〉）
  - ポニーテールな彼女 （コミックPフラート VOL.12〈COMICポプリクラブ2011年8月号増刊〉）
  - 聖なる夜からはじめませんか？ （コミックPフラート VOL.15〈COMICポプリクラブ2011年2月号増刊〉）
  - 保健室で逢いましょう（同人誌「真髄 新生活ver.4」〈株式会社虎の穴発行〉掲載）
  - えっちなお兄ちゃんは好きですか? （同人誌「THE 妹」〈サークル・メルヘンBOX発行〉掲載）
  - だってだって!だいすき♥なんだもんっ!! （描き下ろし）
- 『魔法せい少女きらり』 2020年5月25日発売、Jパブリッシング〈コミックジンガイ〉、ISBN 978-4-86669-292-0

### 未収録作品
- トリプルはっぴー★ （COMICポプリクラブ 2013年6月号）
- お嬢様の恋愛模様 （COMICポプリクラブ 2014年5月号）
- 揺らして♥OLD ONE'S LOVE （COMICポプリクラブ 2015年1月号）